# Рахимов, Алишер
Алишер Рахимов (род. 23 октября 1977, Ургенч) — узбекский и российский боксёр, представитель нескольких весовых категорий от наилегчайшей до первой полусредней. Выступал за сборную Узбекистана по боксу в конце 1990-х — начале 2000-х годов, чемпион Азии, победитель и призёр многих турниров международного значения, участник летних Олимпийских игр в Сиднее. В период 2004—2014 годов боксировал на профессиональном уровне, владел несколькими региональными чемпионскими титулами.

## Биография
Алишер Рахимов родился 23 октября 1977 года в городе Ургенч Хорезмской области Узбекской ССР.

### Любительская карьера
Впервые заявил о себе в боксе в сезоне 1996 года, когда одержал победу в зачёте Национальной Спартакиады Узбекистана и стал серебряным призёром Кубка Акрополиса в Афинах, где в решающем финальном поединке наилегчайшей весовой категории был остановлен представителем Кипра Рудиком Казанджяном.
В 1997 году получил бронзу на Кубке короля в Бангкоке, уступив в полуфинале россиянину Ильфату Разяпову, и побывал на чемпионате мира в Будапеште, где в четвертьфинале проиграл казаху Булату Жумадилову.
В 1999 году в легчайшем весе одержал победу на домашнем чемпионате Азии в Ташкенте, тогда как на мировом первенстве в Хьюстоне в 1/8 финала уступил российскому боксёру Камилю Джамалутдинову.
Благодаря череде удачных выступлений удостоился права защищать честь страны на летних Олимпийских играх 2000 года в Сиднее — в категории до 54 кг благополучно прошёл первых двоих соперников по турнирной сетке, в том числе досрочно победил достаточно сильного корейца Чо Сок Хвана, но в третьем четвертьфинальном бою со счётом 10:16 потерпел поражение от россиянина Раимкуля Малахбекова.
После сиднейской Олимпиады Рахимов остался в основном составе узбекской национальной сборной и продолжил принимать участие в крупнейших международных турнирах. Так, в 2001 году он боксировал на чемпионате мира в Белфасте, где уже на предварительном этапе был побеждён представителем Греции Артуром Микаеляном.
В 2003 году выиграл серебряную медаль на Кубке Чаудри в Баку, уступив в финале местному азербайджанскому боксёру Ровшану Гусейнову.
Имеет рекорд в любительском боксе 268-18.

### Профессиональная карьера
Не сумев пройти отбор на Олимпийские игры в Афинах, Рахимов покинул расположение узбекской сборной и в сентябре 2004 года успешно дебютировал на профессиональном уровне. Боксировал преимущественно на территории России, проходил подготовку в Нижнем Тагиле под руководством тренера Валерия Фёдоровича Ефремова, сотрудничал с менеджером Вадимом Корниловым и промоутером Германом Титовым, впоследствии принял российское гражданство.
В апреле 2005 года выиграл по очкам у непобеждённого российского проспекта Вячеслава Гусева (5-0).
В мае 2007 года завоевал титул временного чемпиона России в полулёгком весе, победив техническим нокаутом Юрия Романовича (12-4). Позже стал временным чемпионом азиатско-тихоокеанского региона во второй полулёгкой весовой категории по версии Всемирной боксёрской организации (WBO).
В октябре 2010 года заполучил вакантный титул интернационального чемпиона в лёгком весе по версии Всемирного боксёрского совета (WBC), который впоследствии защитил один раз.
В 2011 году победил по очкам россиянина Рустама Нугаева (21-5-1), добавил в число завоёванных чемпионских поясов титул чемпиона Азии по версии WBC.
Имея в послужном списке 23 победы, в 2012 году Рахимов отправился боксировать в США и в рейтинговом бою уступил единогласным судейским решением корейцу Ким Джи Хуну (23-7), потерпев тем самым первое в профессиональной карьере поражение.
В марте 2013 года боксировал с непобеждённым россиянином Денисом Шафиковым (31-0-1), при этом на кону стояли титулы чемпиона Балтии WBC и чемпиона СНГ и славянских стран WBC в лёгком весе. Тем не менее, Рахимов явно проигрывал этот бой по очкам, а в одиннадцатом раунде был дисквалифицирован за повторявшиеся удары ниже пояса.
Последний раз боксировал на профессиональном уровне в марте 2014 года, встретившись с другим непобеждённым российским боксёром Айком Шахназаряном (10-0). Бой между ними должен был состояться ещё раньше, но Рахимов подвергся разбойному нападению и выбыл на некоторое время из-за травм. В итоге он оказался в нокауте уже во втором раунде и на этом поражении принял решение завершить спортивную карьеру. В общей сложности провёл на профи-ринге 28 боёв, из них 25 выиграл (в том числе 12 досрочно) и 3 проиграл.